# Alonso González de Nájera
Alonso González de Nájera (1556-1614) fue un soldado español nacido en Cuenca que combatió en las guerras de Francia, Flandes e Italia, y se destacó como maestre de campo en la guerra de Arauco, en Chile, donde combatió durante seis años.

## Biografía
Hijo de Juan de Nájara (o González de Nájara) e Inés de Brihuega, fue bautizado el 15 de noviembre de 1556 en la parroquia de Santa Cruz de la ciudad de Cuenca en España. Perteneciente a una familia de escribanos, al parecer optó tardíamente por la milicia. Él mismo señala en su Desengaño y reparo de la guerra del reino de Chile (1614) que combatió en las guerras de Francia, Flandes e Italia antes de embarcarse a América, dato ahora corroborado por su Relación sumaria de servicios, recientemente sacada a la luz, en que hace un relato pormenorizado de los distintos destinos donde sirvió antes de pasar a Chile. 
En el año 1600 el rey Felipe III, presionado por el cruento desastre de Curalaba, ocurrido en el sur de Chile el 23 de diciembre de 1598 (donde murieron a manos de los indios el gobernador español Martín García Óñez de Loyola y todos sus capitanes y soldados), y tras el posterior levantamiento general indígena que se produjo al sur del Río Biobío, el cual implicó la destrucción sucesiva de todos los asentamientos hispanos ubicados al sur del río y el cautiverio de una numerosa masa de mujeres y niños españoles, decidió nombrar como nuevo gobernador de Chile al prestigioso militar Alonso de Ribera. González de Nájera se embarcó como capitán de una compañía en un socorro de 500 hombres que salió de Lisboa, en apoyo de Ribera, en noviembre de 1600. Tras hacer escala en Río de Janeiro arribó a Buenos Aires, desde donde alcanzó por tierra Mendoza en mayo de 1601. El invierno le impidió cruzar la cordillera, llegando a Chile recién en octubre de 1601. Habiendo sido destacado de inmediato a la guerra de Arauco, se desempeñó primero como capitán, luego como sargento mayor y finalmente como maestre de campo en el ejército español, sirviendo hasta comienzos de 1607. En marzo de ese año, con la salud quebrantada debido a las numerosas heridas recibidas en combate, Nájera fue enviado por el gobernador Alonso García Ramón como emisario a España, con el objetivo expreso de informar de la desastrosa situación de la guerra en Chile y conseguir nuevos y urgentes apoyos de la Corona para mejorar la suerte de las armas españolas en Chile. 
Llegado a la corte a fines de 1608, su misión fue un fracaso, dado que desde 1604 la Compañía de Jesús estaba planteando ante los consejeros del rey un cambio radical en la forma de hacer la guerra en Chile, proponiendo, de la mano del jesuita Luis de Valdivia, la llamada "Guerra defensiva". González de Nájera no fue escuchado, recibiendo en cambio, por sus méritos, un nombramiento como gobernador de la fortaleza de Puerto Hércules, en la Toscana. 
Nájera, mientras tanto, no se quedó de brazos cruzados: entre 1609 y 1610 debió comenzar a redactar el manuscrito que lleva por título Desengaño y reparo de la guerra del reino de Chile, al que puso punto final en marzo de 1614. Esa es la última noticia que tenemos del autor; es probable que haya muerto ese mismo año, aunque no existe certeza acerca de ello.

## Obra
Su obra Desengaño y reparo de la guerra del reino de Chile es un texto notable por su heterogeneidad. El libro está dirigido a Pedro Fernández de Castro VII Conde de Lemos y Presidente del Consejo de Indias en la época.
Nájera comienza la obra con una descripción natural del territorio del reino de Chile, a ambos lados de la cordillera, y sigue con una descripción humana del mismo, proporciona valiosos datos etnográficos sobre los indígenas. Por otra parte, es crónica y relación de sucesos y hazañas, a la vez que una relación de cautiverio. Pero, por sobre todo, se trata de un tratado militar, suerte de arbitrio que manifiesta la descarnada visión de la guerra de Arauco que exhibe el autor, proponiendo algunas soluciones concretas para enmendar el rumbo de las armas españolas en un escenario de guerra donde los indígenas tenían claras ventajas sobre los españoles. Con este arbitrio Nájera busca llamar la atención del rey y del Consejo de Indias, responsable este último de las políticas de guerra de la Corona española en las provincias americanas, sobre el fracaso de las armas españolas en Chile, planteando desde su experiencia como soldado una serie de "desengaños" y "reparos" (o remedios) para contrarrestar las ventajas que en el desarrollo de la guerra tienen los indígenas sobre los españoles, así como una serie de medidas positivas para cambiar el rumbo de la guerra en beneficio de España.
La obra se publicó por primera vez en España en 1866 en la Colección de Documentos Inéditos para la Historia de España (CODOIN). En 1889 José Toribio Medina publicó, en la Colección de Historiadores de Chile y de Documentos Relativos a la Historia Nacional, una reedición del texto de 1866, edición que fue reproducida facsimilarmente por Editorial Andrés Bello en 1971. En 2017 ha visto la luz en Editorial Universitaria de Chile una edición crítica del texto a cargo de Miguel Donoso Rodríguez, con Estudio Preliminar de Rafael Gaune Corradi.